# Texas Motor Speedway

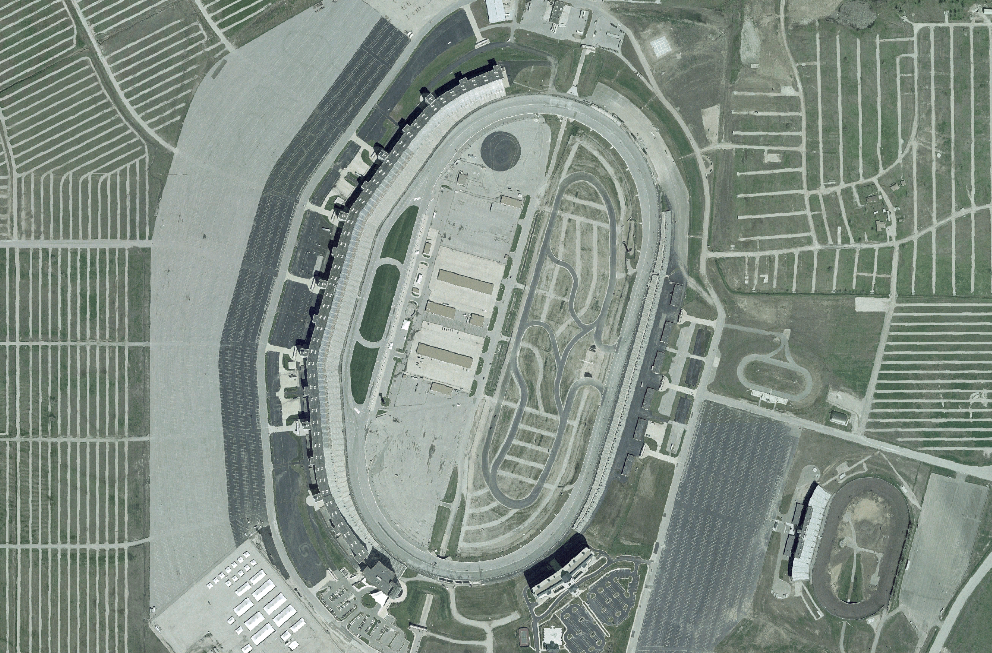
Texas Motor Speedway, 3545 Lone Star Circle, Fort Worth, Texas 76177.

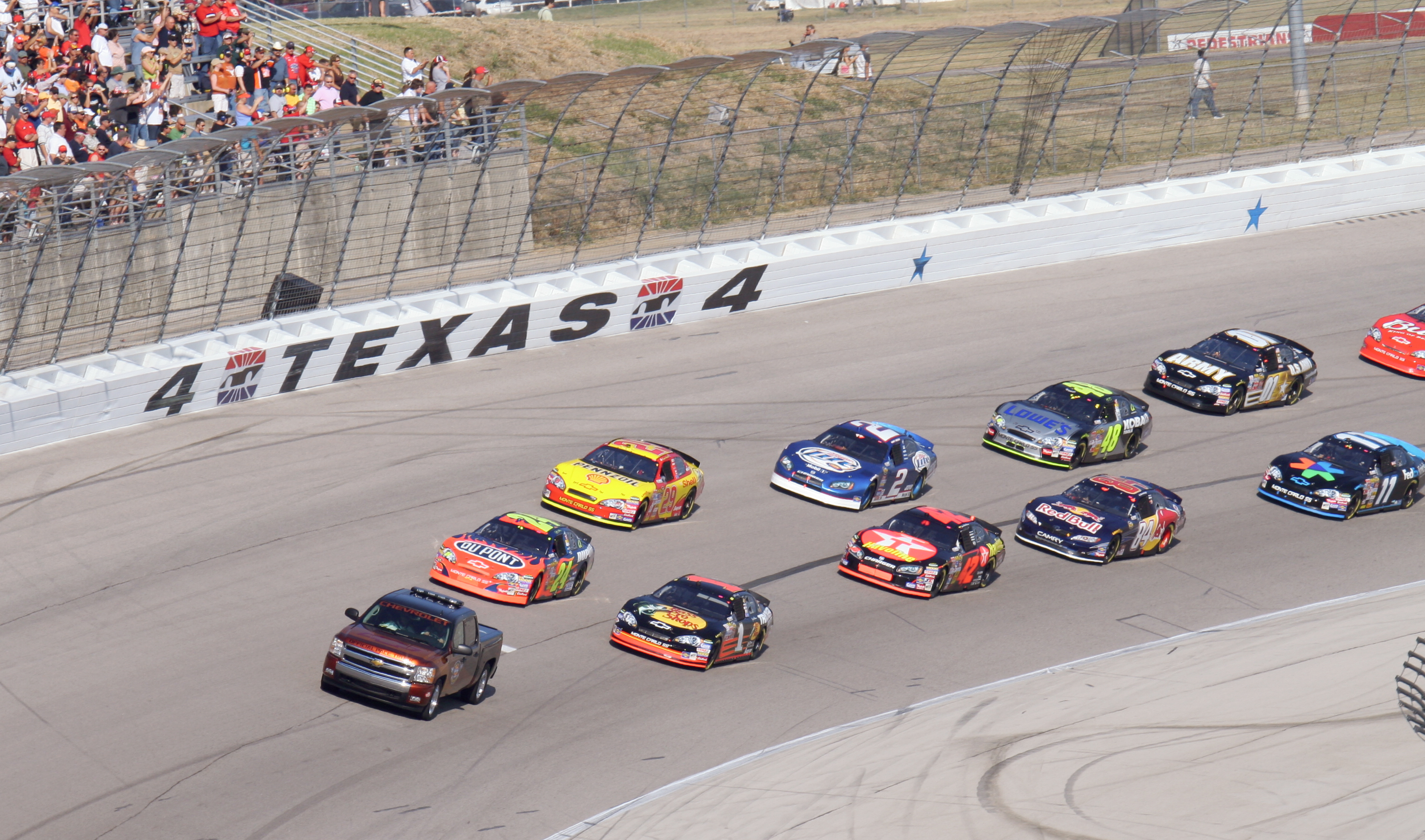
NASCAR race op het Texas Motor Speedway, 2007.

De Texas Motor Speedway is een racecircuit gelegen in Fort Worth, Texas. Het is een ovaal circuit met een lengte van 1,5 mijl (2,4 km). Het circuit werd in het verleden gebruikt voor races uit de Champ Car kalender en momenteel worden er onder meer NASCAR en IndyCar races gehouden.
Tijdens het Champ Car seizoen van 2001 werd twee uur voor aanvang van de geplande race, de start om veiligheidsredenen uitgesteld en later werd de race definitief geannuleerd. Verschillende coureurs hadden tijdens de trainingen last gehad van duizeligheid door de hoge g-krachten die ze te verduren kregen.
Vanaf 1997 staat er elk jaar een race op de Indy Racing League kalender dat op dit circuit gehouden wordt. Arie Luyendyk won de eerste race op dit circuit in deze raceklasse.

## Winnaars op het circuit
Winnaars op het circuit voor een race uit de IndyCar Series.
| Jaar     | Rijder            |
| -------- | ----------------- |
| 1996-97  | Arie Luyendyk     |
| 1998 (1) | Billy Boat        |
| 1998 (2) | John Paul Jr.     |
| 1999     | Scott Goodyear    |
| 2000     | Scott Sharp       |
| 2001     | Scott Sharp       |
| 2002     | Jeff Ward         |
| 2003     | Al Unser Jr.      |
| 2005     | Tony Kanaan       |
| 2005     | Tomas Scheckter   |
| 2006     | Hélio Castroneves |
| 2007     | Sam Hornish Jr.   |
| 2008     | Scott Dixon       |
| 2009     | Hélio Castroneves |
| 2010     | Ryan Briscoe      |
| 2011 (1) | Dario Franchitti  |
| 2011 (2) | Will Power        |
| 2012     | Justin Wilson     |